# Mérifons
 Mérifons  es una población y comuna francesa, situada en la región de Languedoc-Rosellón, departamento de Hérault, en el distrito de Lodève y cantón de Lunas.

## Demografía
| 66 | 47 | 42 | 29 | 29 | 26 |
| Para los censos de 1962 a 1999 la población legal corresponde a la población sin duplicidades (Fuente: INSEE [Consultar]) |    |    |    |    |    |